# دائرة الموت (فلم)
دائرة الموت هو فيلم مصري إنتاج 1993 بطوله سماح أنور، أحمد بدير، سميرة صدقي. وإخراج سيد سيف.

## القصة
تدور أحداث الفيلم حول زهران، الرجل الأمين والنزيه الذي يقرر تأسيس جمعية لحماية مصالح أهل بلدته، لكن حميدو مساعد زهران الأول يتعاون مع أعداء زهران لتحقيق مصالحه الخاصة.